# Adrien Truffert
Adrien Truffert, né le 20 novembre 2001 à Liège (Belgique), est un footballeur international français qui évolue au poste d'arrière gauche à l'AFC Bournemouth.
Sélectionné en équipe de France depuis 2022, il participe également aux Jeux olympiques de 2024 où il est médaillé d'argent.

## Biographie

### Carrière en club

#### Stade rennais FC
Après avoir signé son premier contrat professionnel avec le Stade rennais FC le 28 mai 2020, Adrien Truffert fait ses débuts professionnels à l'âge de 18 ans avec les Rouge et Noir le 19 septembre 2020, entrant en jeu contre l'AS Monaco poste d'arrière gauche, et délivrant une passe décisive puis marquant le but de la victoire lors de ce match de Ligue 1,. Il joue son deuxième match quelques semaines plus tard, entrant en jeu lors du premier match de l'histoire du Stade rennais FC en Ligue des champions contre le FK Krasnodar.
Le 25 février 2021, à la suite d'un bon début de saison, il prolonge son contrat de deux années supplémentaires, soit jusqu'en juin 2025. Malgré la concurrence de plusieurs joueurs dont Faitout Maouassa et Birger Meling, il devient l'arrière gauche titulaire du Stade rennais FC.
Le 19 mars 2023, il se blesse à la cheville lors de la victoire deux buts à zéro au Parc des Princes face au Paris Saint-Germain et doit se faire opérer puis déclarer forfait pour le reste de la saison et l'Euro espoirs 2023.
Le 23 août 2022, les Rouge et Noir annoncent la prolongation d'une année supplémentaire du contrat d'Adrien Truffert, soit jusqu'en juin 2026,,. Le 3 décembre 2023, il dispute son 100e match de Ligue 1 lors d'un match face à l'Olympique de Marseille.

#### AFC Bournemouth
Le 16 juin 2025, après dix années passées au sein du Stade rennais FC, Adrien Truffert quitte les Rouge et Noir pour s'engager avec l'AFC Bournemouth en paraphant un contrat de cinq ans, soit jusqu'en juin 2030,,. Le montant du transfert est estimé à 17 millions d'euros (13,5 M€ + 3,5 M€ de bonus),,.
Le 15 août 2025, il dispute son premier match avec les Cherries lors de la 1re journée de championnat contre le Liverpool FC (défaite, 4-2),.

### Carrière en sélection nationale
Déjà international avec les moins de 18 ans, Adrien Truffert fait ses débuts avec les moins de 19 ans le 5 septembre 2019 contre l'équipe de Slovénie (en). Il se met de suite en évidence en inscrivant un but. Il marque ensuite deux mois plus tard un doublé face aux îles Féroé (en), lors des éliminatoires du championnat d'Europe des moins de 19 ans 2020.
En mars 2021, un intérêt de Roberto Martinez, entraîneur espagnol de l'équipe nationale de Belgique, est évoqué par la presse belge. En effet, le sélectionneur belge aimerait faire d'Adrien Truffert un « Diable rouge ».
Le 15 mars 2021, il est convoqué par Sylvain Ripoll pour participer à la première phase de l'Euro espoirs 2021.
Le 15 septembre 2022, il est dans un premier temps appelé par Sylvain Ripoll en équipe espoirs. Mais à la suite des forfaits consécutifs de Théo Hernandez et de Lucas Digne, il est appelé par Didier Deschamps en équipe de France, et obtient sa première sélection en entrant en jeu à la place de Ferland Mendy face au Danemark le 25 septembre 2022 malgré une défaite sur le score de deux buts à zéro.
Le 3 juin 2024, il est sélectionné par Thierry Henry dans une pré-liste de 25 joueurs afin de disputer les Jeux olympiques 2024 à Paris avant de le convoquer dans la liste définitive des 18 joueurs le 8 juillet suivant.

## Statistiques

### En club
| Saison                | Club                  | Championnat           | Championnat | Championnat | Championnat | Coupe(s) nationale(s) | Coupe(s) nationale(s) | Coupe(s) nationale(s) | Compétition(s) continentale(s) | Compétition(s) continentale(s) | Compétition(s) continentale(s) | Compétition(s) continentale(s) | Total | Total | Total |
| Saison                | Club                  | Division              | M.          | B.          | P.d.        | M.                    | B.                    | P.d.                  | Comp.                          | M.                             | B.                             | P.d.                           | M.    | B.    | P.d.  |
| 2020-2021             | Stade rennais FC      | Ligue 1               | 29          | 1           | 4           | 0                     | 0                     | 0                     | C1                             | 5                              | 0                              | 0                              | 34    | 1     | 4     |
| 2021-2022             | Stade rennais FC      | Ligue 1               | 30          | 3           | 3           | 2                     | 0                     | 0                     | C4                             | 9                              | 0                              | 0                              | 41    | 3     | 3     |
| 2022-2023             | Stade rennais FC      | Ligue 1               | 28          | 0           | 6           | 2                     | 0                     | 0                     | C3                             | 8                              | 0                              | 1                              | 38    | 0     | 7     |
| 2023-2024             | Stade rennais FC      | Ligue 1               | 30          | 1           | 2           | 5                     | 0                     | 3                     | C3                             | 8                              | 1                              | 0                              | 43    | 2     | 5     |
| 2024-2025             | Stade rennais FC      | Ligue 1               | 33          | 2           | 2           | 2                     | 1                     | 0                     | -                              | -                              | -                              | -                              | 35    | 3     | 2     |
| Sous-total            | Sous-total            | Sous-total            | 150         | 7           | 17          | 11                    | 1                     | 3                     | -                              | 30                             | 1                              | 1                              | 191   | 9     | 21    |
| 2025-2026             | AFC Bournemouth       | Premier League        | 1           | 0           | 0           | -                     | -                     | -                     | -                              | -                              | -                              | -                              | 1     | 0     | 0     |
| Total sur la carrière | Total sur la carrière | Total sur la carrière | 151         | 7           | 17          | 11                    | 1                     | 3                     | -                              | 30                             | 1                              | 1                              | 192   | 9     | 21    |

### En sélection nationale
| Saison                | Sélection             | Phases finales        | Phases finales | Phases finales | Phases finales | Éliminatoires | Éliminatoires | Éliminatoires | Ligue des nations | Ligue des nations | Ligue des nations | Matchs amicaux | Matchs amicaux | Matchs amicaux | Total | Total | Total |
| Saison                | Sélection             | Compétition           | M              | B              | Pd             | M             | B             | Pd            | M                 | B                 | Pd                | M              | B              | Pd             | M     | B     | Pd    |
| --------------------- | --------------------- | --------------------- | -------------- | -------------- | -------------- | ------------- | ------------- | ------------- | ----------------- | ----------------- | ----------------- | -------------- | -------------- | -------------- | ----- | ----- | ----- |
| 2022-2023             | France                | -                     | -              | -              | -              | -             | -             | -             | 1                 | 0                 | 0                 | -              | -              | -              | 1     | 0     | 0     |
| Total sur la carrière | Total sur la carrière | Total sur la carrière | -              | -              | -              | -             | -             | -             | 1                 | 0                 | 0                 | -              | -              | -              | 1     | 0     | 0     |

### Liste des matchs internationaux
| Matchs internationaux d'Adrien Truffert | Matchs internationaux d'Adrien Truffert | Matchs internationaux d'Adrien Truffert | Matchs internationaux d'Adrien Truffert | Matchs internationaux d'Adrien Truffert | Matchs internationaux d'Adrien Truffert | Matchs internationaux d'Adrien Truffert                          |
|                                         | Date                                    | Lieu                                    | Adversaire                              | Résultat                                | Compétition                             | Notes                                                            |
| --------------------------------------- | --------------------------------------- | --------------------------------------- | --------------------------------------- | --------------------------------------- | --------------------------------------- | ---------------------------------------------------------------- |
| 1.                                      | 25 septembre 2022                       | Parken Stadium, Copenhague, Danemark    | Danemark                                | 2 - 0                                   | Ligue des nations 2022-2023             | Entre en jeu à la place de Ferland Mendy à la 65e minute de jeu. |

## Palmarès

### Palmarès collectif
Adrien Truffert est formé au Stade rennais FC avec qui il est champion de France des moins de 17 ans et moins de 19 ans.
Il est médaillé d'argent des Jeux olympiques en 2024 et compte une sélection en équipe de France.
| Stade rennais FC (2)                                                                                              | France olympique                               |
| --- | ---------------------------------------------- |
| - Championnat de France -19 ans (1) - Vainqueur en 2019. - Championnat de France -17 ans (1) - Vainqueur en 2018. | - Jeux olympiques - Médaillé d'argent en 2024. |

## Décorations
- Chevalier de l'ordre national du Mérite (décret du 23 septembre 2024)[1].